# Mykola Khvylovy
Mykola Khvylovy (14 de dezembro de 1893, Trostianets, Império Russo - 13 de maio de 1933, Carcóvia, Ucrânia) foi um escritor ucraniano pertencente à renascença cultural ucraniana. Nascido Mykola Fitilev, graduou-se em 1916 e em 1919 ingressou no Partido Comunista da Ucrânia. Em 1921, mudou-se para Carcóvia. Em 1933, suicidou-se.